# Boninosuccinea punctulispira
Boninosuccinea punctulispira là một loài ốc hô hấp trên cạn, là động vật thân mềm chân bụng sống trên cạn thuộc họ Succineidae.

## Phân bố
Đây là loài đặc hữu của Nhật Bản.